# Max Born (skådespelare)
Max Born, född  12 maj 1951 i Oxford, England, brittisk skådespelare.

## Filmografi
- 1969 - Satyricon
- 1971 - Ciao, Federico!